# Isak Jensen
Isak Steiner Jensen (Odense, 23 december 2003) is een Deens voetballer die doorgaans speelt als vleugelspeler. In juli 2025 verruilde hij Viborg FF voor AZ.

## Clubcarrière
Jensen speelde in de jeugd van Næsby en Odense BK, voor hij in de opleiding van SønderjyskE terechtkwam. Hier tekende hij in november 2020 zijn eerste professionele contract. Zijn debuut maakte hij op 11 maart 2021, toen in de DBU Pokalen gespeeld werd tegen Fremad Amager. Door treffers van Haji Wright, Emil Holm (tweemaal) en Emil Frederiksen en een tegendoelpunt van Markus Bay werd met 4–1 gewonnen. Jensen mocht van coach Niels Lodberg in de tweede helft invallen voor Bård Finne. Bij dat ene optreden bleef het in het seizoen 2020/21. De jaargang erop leverde negentien wedstrijden op voor Jensen, allemaal in de Superligaen.
St. Louis City haalde hem in juli 2022 naar de Verenigde Staten. Hij tekende een contract tot eind 2026, met een optie op een jaar extra. Initieel speelde Jensen alleen voor het tweede elftal, tot hij in 2023 tot dertien duels in het eerste team kwam. Halverwege dat jaar haalde Viborg FF hem terug naar Denemarken. De club huurde hem met een optie tot koop.
Eenmaal terug in zijn geboorteland kreeg Jensen direct veel speeltijd. Hij maakte zijn eerste officiële doelpunt in een eerste elftal op 1 oktober 2023. Op die dag werd van 2–1 gewonnen van Aarhus GF in de Superligaen, doordat Jensen zelf scoorde en daarna de assist gaf op de winnende treffer. De vleugelspeler sloot de competitie dat jaar af met zeven doelpunten en twee assist. Aan het einde van het seizoen besloot Viborg de optie tot koop te lichten. Op 13 april 2025 scoorde Jensen twee keer direct uit een vrije trap tegen Silkeborg IF en vier dagen later kwam daar nog een derde benutte vrije trap bij tegen Vejle.
Tijdens het seizoen 2024/25 kwam Jensen uiteindelijk tot negen doelpunten en drie assists in de Superligaen. In de zomer van 2025 maakte hij voor een bedrag van circa vier miljoen euro de overstap naar AZ, waar hij zijn handtekening zette onder een verbintenis voor de duur van vijf seizoenen. In Alkmaar werd hij gehaald als vervanger van de naar PSV vertrokken Ruben van Bommel.

## Clubstatistieken
| Seizoen | Club             | Competitie          | Competitie | Competitie | Beker | Beker | Internationaal | Internationaal | Totaal | Totaal |
| Seizoen | Club             | Competitie          | Wed.       | Dlp.       | Wed.  | Dlp.  | Wed.           | Dlp.           | Wed.   | Dlp.   |
| ------- | ---------------- | ------------------- | ---------- | ---------- | ----- | ----- | -------------- | -------------- | ------ | ------ |
| 2020/21 | SønderjyskE      | Superligaen         | 0          | 0          | 1     | 0     | —              | —              | 1      | 0      |
| 2021/22 | SønderjyskE      | Superligaen         | 19         | 0          | 4     | 0     | —              | —              | 23     | 0      |
| 2022    | St. Louis City 2 | MLS Next Pro        | 7          | 0          | —     | —     | —              | —              | 7      | 0      |
| 2023    | St. Louis City 2 | MLS Next Pro        | 8          | 1          | —     | —     | —              | —              | 8      | 1      |
| 2023    | St. Louis City   | Major League Soccer | 11         | 0          | 2     | 0     | 0              | 0              | 13     | 0      |
| 2023/24 | → Viborg FF      | Superligaen         | 25         | 7          | 2     | 0     | —              | —              | 27     | 7      |
| 2024/25 | Viborg FF        | Superligaen         | 27         | 9          | 6     | 2     | —              | —              | 33     | 11     |
| 2025/26 | AZ               | Eredivisie          | 1          | 0          | 0     | 0     | 4              | 0              | 5      | 0      |
| Totaal  | Totaal           | Totaal              | 98         | 17         | 15    | 2     | 4              | 0              | 117    | 19     |

Bijgewerkt op 16 augustus 2025.